# Traianos Delas
Traianos Delas, gr. Τραϊανός Δέλλας (ur. 31 stycznia 1976 w Salonikach) – piłkarz grecki grający na pozycji środkowego obrońcy lub defensywnego pomocnika.
Karierę rozpoczynał w Arisie Saloniki, następnie został wypożyczony do Panserraikosu i wrócił do Arisu. Grał też w angielskim Sheffield United F.C., AEK Ateny, a następnie we włoskiej Perugii. W 2002 roku został zawodnikiem AS Roma, a w 2006 wrócił do AEK-u. 24 lipca 2008 przeszedł do cypryjskiego Anorthosis Famagusta. W 2010 roku ponownie został zawodnikiem AEK-u.
Wielokrotny reprezentant Grecji. Był podstawowym obrońcą na Euro 2004, zakończonym zdobyciem przez Greków tytułu mistrzowskiego. Zdobył decydującą bramkę (srebrny gol) w półfinałowym pojedynku z reprezentacją Czech. 26 maja 2012 roku ogłosił zakończenie kariery sportowej.